# Passarela de pedestres

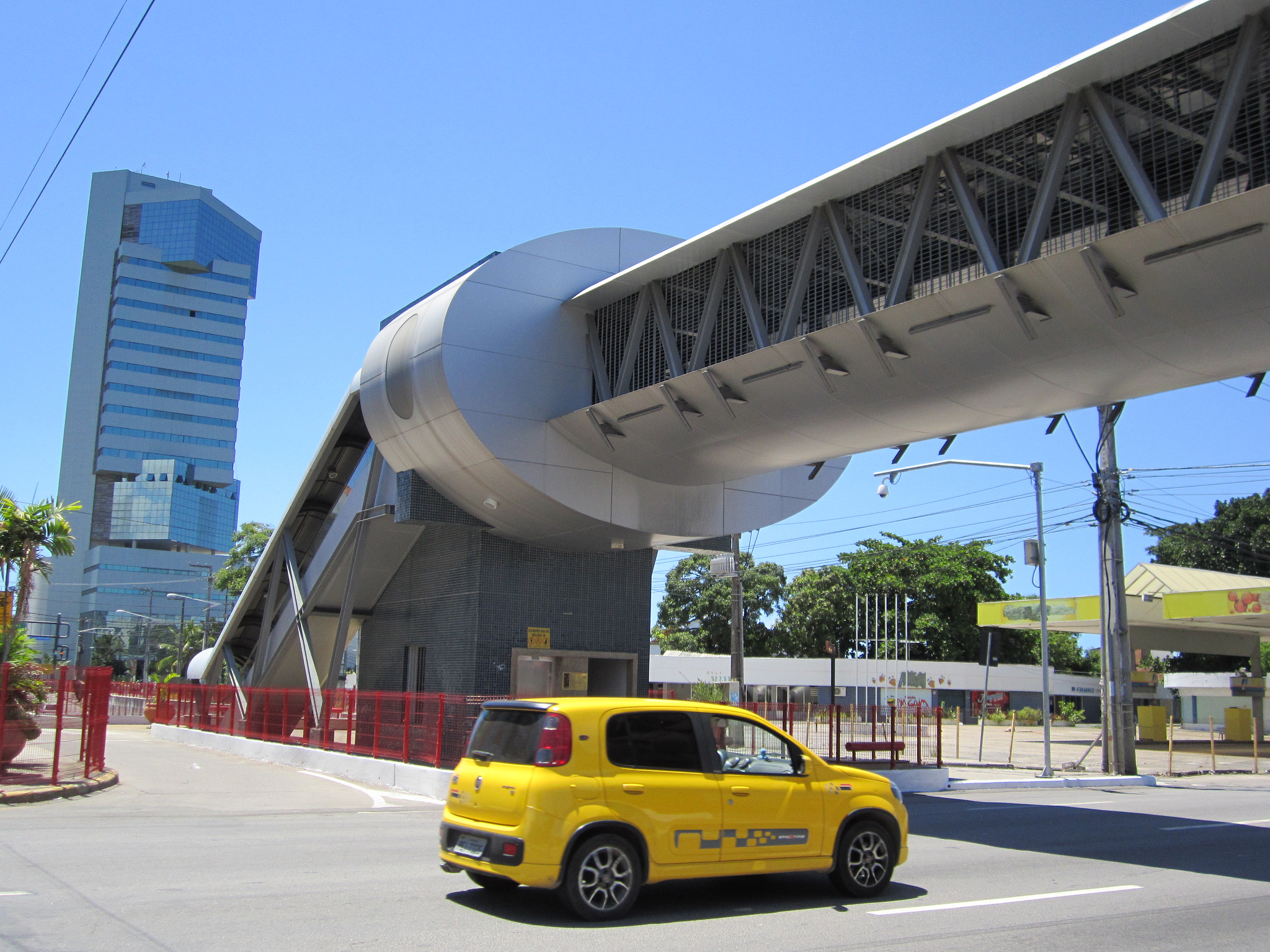
Um exemplo de passarela na cidade do Recife, Brasil.

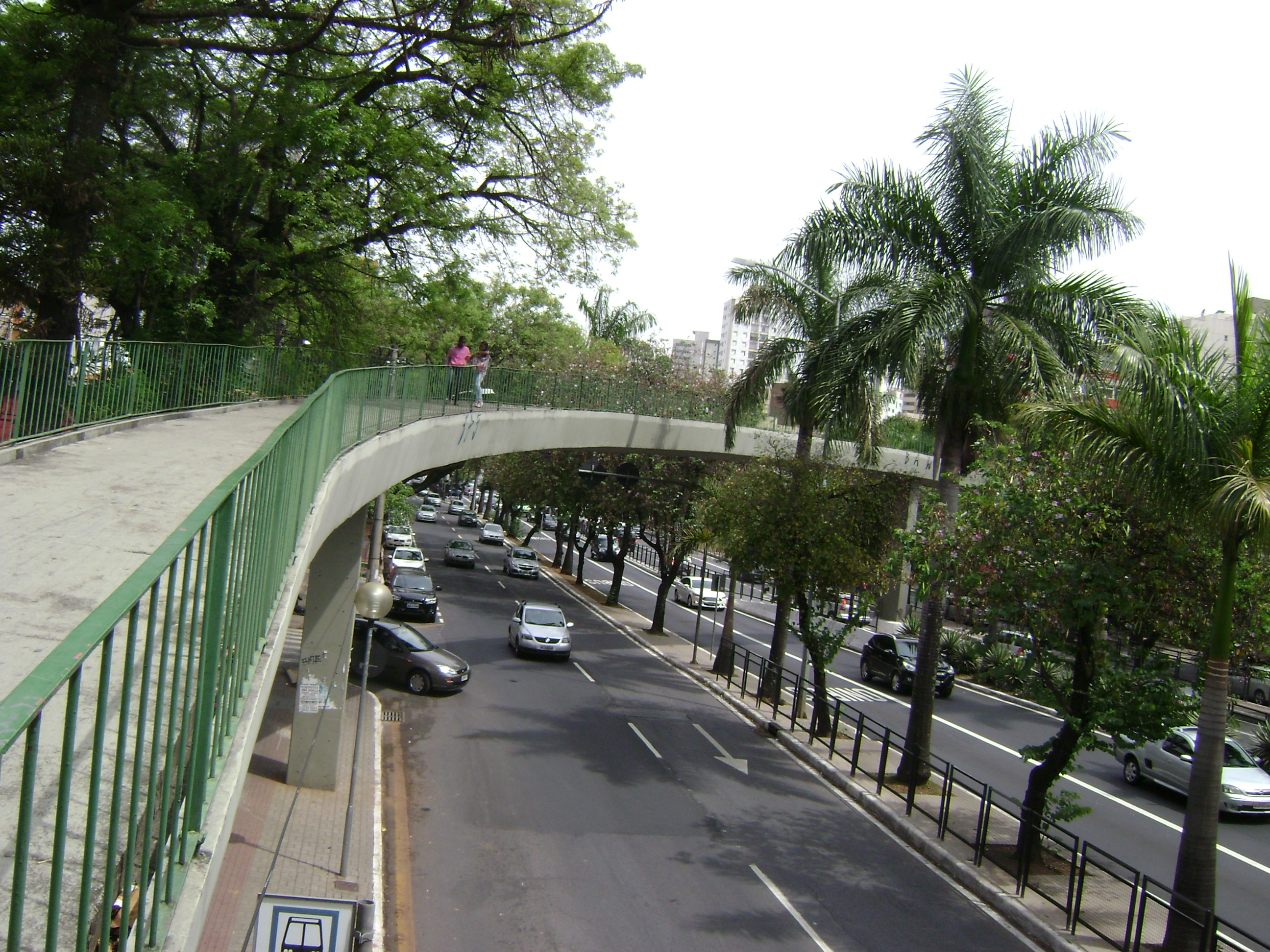
Passarela sobre a Avenida Nossa Senhora do Carmo, em Belo Horizonte.

Uma passarela de pedestres (português brasileiro) ou passagem aérea de peões (português europeu) é uma espécie de ponte construída em vias de tráfego intenso a fim de que os pedestres não corram o risco de serem atropelados. Geralmente são construídas em concreto e cimento, ligas metálicas em grades ou até mesmo de madeira.
As passarelas de pedestres ou passagens aéreas de peões são importantes para que os pedestres possam atravessar uma via tanto na área urbana e rural, auxiliando na travessia em ruas, estradas, rodoviárias, ferroviárias, rios, córregos, entre outros ambientes de difícil transposição.
Enquanto a designação "passarela de pedestres" é usada no Brasil, nos restantes países lusófonos o termo geral é "passagem aérea para peões" ou "passagem aérea de peões"